# Jimmy Bennett

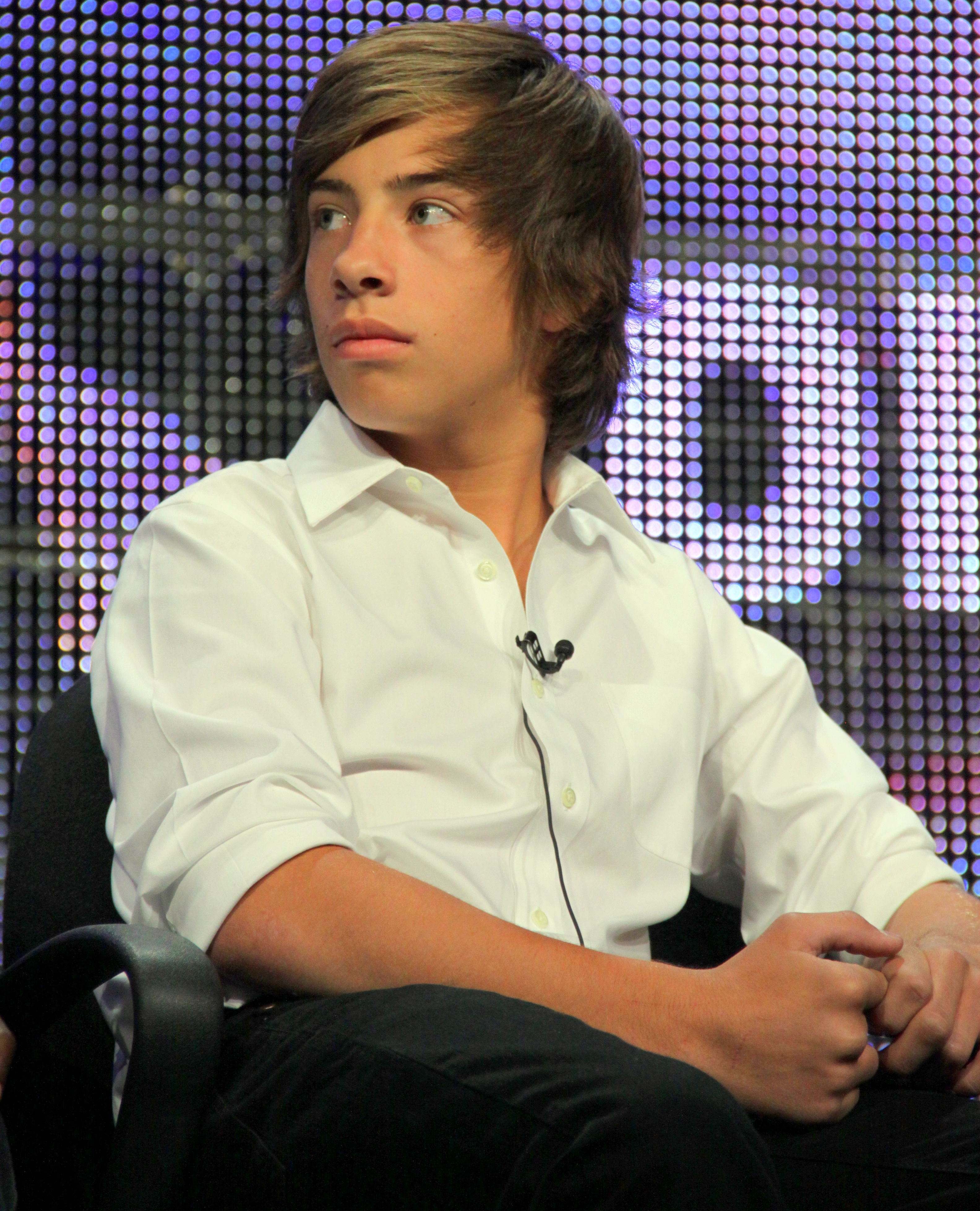
Jimmy Bennett (2010)

James Michael „Jimmy“ Bennett (* 9. Februar 1996 in Seal Beach, Kalifornien) ist ein US-amerikanischer Schauspieler.

## Leben
Jimmy Bennetts erster Filmauftritt war die Nebenrolle des Flash/Tony in Der Kindergarten Daddy mit Eddie Murphy. 2004 spielte Bennett die Rolle des jungen Jeremiah in The Heart Is Deceitful Above All Things – diese verstörende Jugendgeschichte feierte ihre Weltpremiere 2004 beim Filmfestivals in Cannes.
Mit Bruce Willis trat er als Tommy Smith in Hostage und neben Ryan Reynolds als Michael Lutz im Remake des Gruselklassikers The Amityville Horror auf. 2006 war er als Andy Stanfield in Firewall mit Harrison Ford und Virginia Madsen sowie als Conor James in Wolfgang Petersens Poseidon zu sehen.
2007 trat Bennett neben Steve Carell in Evan Allmächtig auf, die Fortsetzung des Kinohits Bruce Allmächtig. Bennett war dreimal für einen Young Artist Award nominiert, er erhielt den Preis 2005, neben anderen, für seinen Auftritt in Der Polarexpress. Jimmy Bennett hat 2009 in dem Film Orphan – Das Waisenkind mitgespielt. Von 2010 bis 2011 hatte er in der Science-Fiction-Fernsehserie My Superhero Family die Rolle des Jim Junior „JJ“ Powell inne.

## Vorwurf gegen Asia Argento wegen sexuellen Missbrauchs
Laut New York Times wurde zwischen Bennett und Asia Argento ein Vergleich über 380.000 Dollar geschlossen, nachdem Bennett den Vorwurf erhoben hatte, Argento habe ihn am 9. Mai 2013 sexuell missbraucht. Damals war er 17 Jahre alt. Bennett sagte, dass er sich nach der Begegnung „extrem verwirrt, gedemütigt und angewidert“ fühlte. Sein Anwalt schrieb, dass Bennett in den Jahren nach dem Vorfall so traumatisiert war, dass seine Arbeitsleistung, sein Einkommen und seine geistige Gesundheit zurückgingen. Sie trafen sich zum ersten Mal, als Bennett Argentos Sohn in dem Film The Heart Is Deceitful Above All Things (2004) spielte, als Bennett sieben Jahre alt war.
Der Vorwurf des sexuellen Missbrauchs des damals 17 Jahre alten Schauspielers löste einen öffentlichen Diskurs aus: Argento hatte zuvor ihrerseits als eine der Hauptakteurinnen der MeToo-Bewegung mediale Aufmerksamkeit erlangt; sie war eine der ersten Schauspielerinnen, die Harvey Weinstein sexuellen Missbrauch vorwarf. Hauptsächlich wird ihr Heuchelei vorgeworfen. Auch die Aktivistenbewegung MeToo steht in der Kritik.

## Filmografie (Auswahl)
- 2002: Strong Medicine: Zwei Ärztinnen wie Feuer und Eis (Strong Medicine, Fernsehserie, Folge 3x07)
- 2002: The Guardian – Retter mit Herz (Fernsehserie, Folge 2x02)
- 2003: Für alle Fälle Amy (Judging Amy, Fernsehserie, Folge 4x19)
- 2003: Der Kindergarten Daddy (Daddy Day Care)
- 2003: I Want a Dog for Christmas, Charlie Brown (Fernsehfilm, Stimme)
- 2004: CSI: Den Tätern auf der Spur (CSI: Crime Scene Investigation, Fernsehserie, Folge 4x14)
- 2004: The Heart Is Deceitful Above All Things
- 2004: Der Polarexpress (The Polar Express, Stimme)
- 2004: Anchorman – Die Legende von Ron Burgundy (Anchorman: The Legend of Ron Burgundy)
- 2004–2005: Everwood (Fernsehserie, 3 Folgen)
- 2005: Hostage – Entführt (Hostage)
- 2005: Amityville Horror – Eine wahre Geschichte (The Amityville Horror)
- 2005: Detective (Fernsehfilm)
- 2006: Firewall
- 2006: Poseidon
- 2006: He’s a Bully, Charlie Brown (Fernsehfilm)
- 2007: Gilmore Girls (Fernsehserie, Folge 7x11)
- 2007: Evan Allmächtig (Evan Almighty)
- 2007: South of Pico
- 2008: Memories to Go – Vergeben... und vergessen! (Diminished Capacity)
- 2008: Snow Buddies – Abenteuer in Alaska (Snow Buddies)
- 2008: Trucker
- 2009: Das Geheimnis des Regenbogensteins (Shorts)
- 2009: Star Trek
- 2009: Orphan – Das Waisenkind (Orphan)
- 2009: Alabama Moon – Abenteuer Leben (Alabama Moon)
- 2009: Tödliche Augenblicke (Stolen)
- 2010: Bones
- 2010–2011: My Superhero Family (No Ordinary Family, Fernsehserie, 20 Folgen)
- 2011: Breaking In (Fernsehserie, Folge 1x07)
- 2012: Perception (Fernsehserie, 2 Folgen)
- 2013: Movie 43
- 2014: Garfunkel and Oates (Fernsehserie, Folge 1x08)
- 2014: Camouflage
- 2015: A Girl Like Her
- 2015: Murder in the First (Fernsehserie, 2 Folgen)
- 2016: From Dusk Till Dawn: The Series (Fernsehserie, Folge 3x04)
- 2017: Bosch (Fernsehserie, 4 Folgen)
- 2017: Heartthrob
- 2021: Downfalls High
- 2022: Pachinko – Ein einfaches Leben (Pachinko, Fernsehserie, Folge 1x07)